# Gabriel-François Doyen
Pour les articles homonymes, voir Doyen.
Gabriel-François Doyen né le 20 mai 1726 à Paris et mort le 13 mars 1806 à Saint-Pétersbourg est un peintre français et russe.

## Biographie
Petit-fils et fils de tapissier royal, Gabriel-François Doyen travaille dans l'atelier de Carle van Loo. Il obtient le prix de Rome en 1748. Il séjourne en Italie de 1752 à 1756. Il y étudie le Dominiquin, Pierre de Cortone, Luca Giordano et Francesco Solimena. Il arrive en 1752 à l'Académie de France à Rome, puis séjourne à Palerme. Il visite Venise, Bologne et Turin. Il est reçu à l'Académie royale de peinture et de sculpture en 1761 et y exerce comme professeur à partir de 1776. Il sauve du suicide Jacques-Louis David dans les derniers instants d'une tentative.
Gabriel-François Doyen, à partir de 1759, va exploiter la veine antique avec une série de peintures de vastes dimensions au langage hyperbolique et répétitif dont va se lasser le public à partir de 1780.
Doyen s'adonne également à la grande décoration. Il achève, à la mort de Carle van Loo, la chapelle Saint-Grégoire à l'église des Invalides de Paris (1765-1772).
Il peint peu de tableaux religieux. C'est pourtant dans ce registre qu'il va réaliser son chef-d’œuvre en 1767 : Sainte Geneviève et le Miracle des Ardents, à l'église Saint-Roch de Paris.
Il exécute aussi une suite de peintures d'après L'Iliade pour servir de modèles aux tapisseries des Gobelins.
En 1773, Doyen est nommé premier peintre du comte d'Artois puis, en 1775, de Monsieur, frère du roi. En 1774, la ville de Reims lui commande la décoration urbaine des fêtes du sacre de Louis XVI.
De 1791 à 1792, avec son élève Alexandre Lenoir, il se passionne pour le travail de recherche, d'inventaire et de conservation des œuvres d'art et crée le dépôt des Petits Augustins.
Peintre du roi, il quitte la France pour la Russie en 1792 (déclaré émigré en 1793) où il devient peintre et amant de Catherine II de Russie, puis peintre de Paul Ier : il y est nommé directeur de l'Académie des Beaux-Arts de Saint-Pétersbourg et y exécute plusieurs ouvrages remarquables. Il décore plusieurs palais impériaux et forme des peintres russes. Il aura pour élève Andreï Ivanov qui occupe une place de premier plan dans la peinture russe.

## Œuvres dans les collections publiques
France
- Bayonne, musée Bonnat-Helleu :
  - Saint évêque détruisant les idoles, dessin ;
  - Trois études avec un groupe de figures implorant, dessin.
- Cambrai, musée de Cambrai : L'Enlèvement des Sabines (esquisse), huile sur toile, 92 × 151,8 cm[1].
- Dijon, musée Magnin :
  - Le Magnificat, huile sur toile ;
  - La Mort de Germanicus, esquisse, huile sur toile ;
  - Hercule terrassant l'Hydre, dessin.
- Douai, musée de la Chartreuse : Le Miracle des ardents, esquisse, grisaille, huile sur toile.
- Gray, musée Baron-Martin : L'eElèvement des Sabines, dessin, 36 × 66 cm.
- La Fère, musée Jeanne d'Aboville : Saint Jérôme, huile sur toile.
- Le Mans, musée de Tessé : Sainte Geneviève apaisant la peste des ardents, dessin.
- Mitry-Mory, église Saint-Martin : L'Adoration des mages, huile sur toile[2].
- Paris :
  - École militaire, maître-autel de la chapelle : La Dernière Communion de saint Louis, huile sur toile.
  - École nationale supérieure des beaux-arts :
    - Sainte Geneviève intercédant pour protéger Paris des Huns, plume, encre brune et lavis brun sur traits de pierre noire, 23,2 × 15,7 cm[3]. Ce dessin témoigne des recherches de Doyen pour la réalisation du retable Le Miracle des ardents de l'église Saint-Roch. Le thème du projet a évolué : dans cette feuille, il représente Sainte Geneviève suppliant Jésus de protéger la ville de l'armée d'Attila. Il met l'accent sur le mouvement général de la composition ; l'ampleur des gestes et le caractère théâtral sont soulignés par le dynamisme d'une spirale ascendante depuis le groupe de figures au premier plan jusqu'à la nuée qui s'enroule autour du Christ[4] ;
    - Le Miracle des Ardents, plume et encre brune sur crayon noir, lavis brun, 22,8 × 15,4 cm[5]. Dessin préparatoire pour le décor de la chapelle droite de l'église Saint-Roch en 1759[6].

  - église Saint-Roch : Sainte Geneviève et le Miracle des Ardents, 1773, huile sur toile.
  - hôtel des Invalides : décoration de la chapelle Saint-Grégoire.
  - musée Carnavalet : Le Miracle des Ardents, esquisse, grisaille, huile sur toile.
  - musée du Louvre :
    - Le Miracle des Ardents, huile sur toile.
    - La Mort de Virginie, dessin ;
    - La Présentation au Temple, dessin ;
    - Sainte Geneviève met fin au mal des Ardents, dessin ;
    - Une fête du dieu des jardins, dessin ;
    - Hercule se présentant au temple de l'Hymen, dessin ;
    - L'Apothéose de Saint Louis, roi de France, porté par des anges, dessin.
- Poitiers, musée Sainte-Croix : Mars vaincu par Minerve, 1781, huile sur toile.
- Saint-Brieuc, musée d'Art et d'Histoire :
  - David jouant de la harpe, huile sur toile ;
  - Sainte Cécile et Saint Valérien couronnes par un ange, dessin.
- Versailles, musée de l'Histoire de France : 
  - Louis XVI reçoit à Reims les hommages des chevaliers du Saint-Esprit, 13 juin 1775, huile sur toile ;
  - Allégorie de la naissance du duc de Valois, 6 octobre 1773, huile sur toile ;
  - Triomphe d'Amphitrite ou la pêche, dessin.

Italie
- Parme, Galerie nationale: La Mort de Virginie, huile sur toile, 4 × 7 m.

Russie
- Gatchina, palais de Gatchina : fresques.
- Moscou, château d'Arkhangelskoïe : Andromaque cachant Astyanax à Ulysse, 1763, huile sur toile.
- Saint-Pétersbourg, musée de l'Ermitage : Vénus blessée par Diomède, 1761, huile sur toile.

## Élèves
- Jean-Victor Bertin (1767-1842)
- Jean-Baptiste Frédéric Desmarais (1756-1813)
- Étienne-Barthélémy Garnier (1759-1849)
- Alexandre Lenoir (1761-1839)
- Pierre Lélu (1741-1810)
- Guillaume Guillon Lethière (1760-1832)
- Pierre-Antoine Mongin (1761-1827)
- Olivier Perrin (1761-1832)
- Pierre-Henri de Valenciennes (1750-1819)
- Élisabeth Vigée Le Brun (1755-1842)